# Șieu (Bistrița-Năsăud)
Șieu is een Roemeense gemeente in het district Bistrița-Năsăud.
Șieu telt 3186 inwoners. De gemeente bestaat uit de volgende vijf dorpen: Ardan (Garendorf; Árdány), Posmuş (Paßbusch; Paszmos), Şieu en Şoimuş (Almesch; Sajósolymos).